# Душан Силни (паравојна формација)
Душан Силни је била српска паравојна формација која је учествовала у рату у Хрватској. Јединицу су чинили чланови Српске народне обнове. Предсједник СНО Мирко Јовић је окупљао добровољце у име СНО и слао их на ратишта.

## Оптужбе за ратне злочине
Суђење за убиство 70 цивила у сремском селу Ловас 1991. године је у току. Одјељење за ратне злочине Вишег суда у Београду је 26. јуна 2012. године осудило на 128 година затвора четрнаесторицу припадника Југословенске народне армије и паравојне јединице Душан Силни, а 9. јануара 2014. године Жалбени суд у Београду укинуо је пресуду и наложено је понављање суђења за злочине у Ловасу.